# Jacques Berlioz (acteur)
Pour les articles homonymes, voir Jacques Berlioz et Berlioz (homonymie).
Jacques Berlioz est un acteur français né le 26 février 1889 à Sannois (Val-d'Oise) et mort le 5 juillet 1969 à Nice (Alpes-Maritimes). Il a également été très actif dans le milieu du doublage.

## Biographie

### Première Guerre mondiale
Il fait sa classe en 1909. Il est appelé le 1er août 1914 aux armées à la suite de l'ordre de mobilisation générale. Il est mobilisé au corps d'artillerie du début à la fin de la guerre. Il sert tout d'abord au 5e régiment d'artillerie puis au 151e régiment d'artillerie puis au 56e régiment d'artillerie et enfin au 155e régiment d'artillerie. Il est démobilisé et mit en disponibilité le 26 juillet 1919.

## Théâtre
- 1926 : Parmi les loups  de Georges-Gustave Toudouze, mise en scène Firmin Gémier, Théâtre de l'Odéon
- 1926 : Le Dernier Empereur de Jean-Richard Bloch, mise en scène Armand Bour, Théâtre de l'Odéon
- 1932 : La Colombe poignardée de Gaston Sorbets, Comédie de Genève
- 1933 : L'envers vaut l'endroit de Aimé Declercq, Théâtre des Arts
- 1934 : Les Races de Ferdinand Bruckner, mise en scène Raymond Rouleau, Théâtre de l'Œuvre
- 1934 : La Servante sans gages de Jean Yole, mise en scène Pierre Aldebert, Théâtre de la Madeleine
- 1945 : Lorenzaccio d'Alfred de Musset, mise en scène Gaston Baty, Théâtre Montparnasse
- 1949 : La Corde au cou de Jean Guitton, mise en scène A. M. Julien, Théâtre Sarah Bernhardt
- 1959 : La Dame aux camélias d’Alexandre Dumas Fils, Théâtre de Paris
- 1961 : Dommage qu'elle soit une putain de John Ford, mise en scène Luchino Visconti, Théâtre de Paris

## Filmographie
- 1932 : La Fleur d'oranger d'Henry Roussell
- 1933 : Volga en flammes de Victor Tourjansky
- 1934 : La Maison du mystère de Gaston Roudès
- 1934 : Aux portes de Paris de Charles Barrois et Jacques de Baroncelli
- 1934 : Le Petit Jacques de Gaston Roudès
- 1935 : Les Beaux Jours de Marc Allégret : le professeur Destouches
- 1935 : Sous la terreur de Giovacchino Forzano et Marcel Cohen
- 1935 : Les Yeux noirs de Victor Tourjansky
- 1936 : Courrier Sud de Pierre Billon
- 1936 : Gigolette d'Yvan Noé
- 1936 : La Joueuse d'orgue de Gaston Roudès
- 1936 : Mayerling d'Anatol Litvak
- 1936 : Les Mutinés de l'Elseneur de Pierre Chenal
- 1936 : La Porte du large de Marcel L'Herbier
- 1936 : 27, rue de la Paix de Richard Pottier
- 1937 : La Danseuse rouge de Jean-Paul Paulin
- 1937 : Double crime sur la ligne Maginot de Félix Gandéra
- 1937 : Marthe Richard, au service de la France de Raymond Bernard
- 1937 : Les Perles de la couronne de Sacha Guitry et Christian-Jaque
- 1937 : Tamara la complaisante de Félix Gandéra et Jean Delannoy
- 1937 : La Tour de Nesle de Gaston Roudès
- 1938 : Alerte en Méditerranée de Léo Joannon : le commandant du paquebot
- 1938 : La Bête humaine de Jean Renoir
- 1938 : Le Patriote de Maurice Tourneur
- 1938 : Remontons les Champs-Élysées de Sacha Guitry et Robert Bibal
- 1938 : La Rue sans joie d'André Hugon
- 1938 : Tarakanova de Fedor Ozep
- 1938 : Thérèse Martin de Maurice de Canonge
- 1939 : Ils étaient neuf célibataires de Sacha Guitry
- 1939 : Le monde tremblera ou La Révolte des vivants de Richard Pottier
- 1940 : Finance noire de Félix Gandéra
- 1940 : Le Café du port de Jean Choux
- 1942 : Ne le criez pas sur les toits de Jacques Daniel-Norman
- 1943 : Le Carrefour des enfants perdus de Léo Joannon
- 1943 : Échec au roy de Jean-Paul Paulin
- 1945 : L'Affaire du collier de la reine de Jean Dréville et Marcel L'Herbier
- 1945 : Le Capitan de Robert Vernay (film tourné en deux époques)
- 1946 : Rendez-vous à Paris de Gilles Grangier
- 1946 : Le Dernier Sou d'André Cayatte
- 1946 : Vertiges de Richard Pottier
- 1947 : L'aventure commence demain de Richard Pottier
- 1947 : Erreur judiciaire de Maurice de Canonge
- 1947 : Ruy Blas de Pierre Billon
- 1949 : Le Martyr de Bougival de Jean Loubignac
- 1949 : La Valse de Paris de Marcel Achard
- 1950 : Meurtres ? de Richard Pottier
- 1951 : Piédalu à Paris de Jean Loubignac
- 1952 : Piédalu fait des miracles de Jean Loubignac
- 1961 : Le Combat dans l'île d'Alain Cavalier

## Doublage

### Cinéma

#### Films
- Louis Calhern dans :
  - 1950 : Quand la ville dort : Alonzo D. Emmerich
  - 1952 : Le Prisonnier de Zenda : le colonel Zapt
  - 1953 : Jules César : Jules César
  - 1954 : La Tour des ambitieux : George Nyle Caswell
  - 1956 : Haute Société : Uncle Willie

- Ed Begley dans :
  - 1948 : Raccrochez, c'est une erreur : James B. Cotterel
  - 1957 : Douze hommes en colère : Juré no 10
  - 1959 : Le Coup de l'escalier : Dave Burke

- Finlay Currie dans :
  - 1950 : L'Île au trésor : Capt. Billy Bones
  - 1958 : La Tempête : le comte Grinov
  - 1963 : La Chute de l'empire romain : Caecina

- Henry Stephenson dans :
  - 1936 : La Charge de la brigade légère : Sir Charles Macefield
  - 1936 : L'Ennemie bien-aimée : Lord Athleigh

- Lionel Barrymore dans :
  - 1936 : Le Roman de Marguerite Gautier (Camille ) : Monsieur Duval
  - 1952 : L'Étoile du destin : Andrew Jackson

- Donald Crisp dans :
  - 1941 : Docteur Jekyll et M. Hyde : Sir Charles Emery
  - 1944 : Le Grand National : Herbert Brown

- Fay Roope dans :
  - 1951 : Les Hommes-grenouilles : l'amiral Dakers
  - 1952 : Viva Zapata : le président Porfirio Diaz

- Giampaolo Rosmino dans :
  - 1956 : Roland, prince vaillant : l'évêque Turpin
  - 1959 : La Bataille de Marathon : le grand-prêtre

- 1937 : Le Prisonnier de Zenda : le colonel Zapt (Charles Aubrey Smith)
- 1938 : Alerte aux Indes : Le gouverneur (Francis L. Sullivan)
- 1939 : Le Magicien d'Oz : Le magicien (Frank Morgan)
- 1940[1] : Le Mystère du château maudit : Havez (Pedro de Cordoba)
- 1944 : C'est arrivé demain : L'inspecteur Mulrooney (Edgar Kennedy)
- 1946 : Une nuit à Casablanca : (Sig Ruman)
- 1946 : Le Fils de Robin des Bois : (Russell Hicks)
- 1946 : Le Criminel : Solomon Potter (Billy House)
- 1947 : Honni soit qui mal y pense : (Monty Woolley)
- 1948 : Les Aventures de Don Juan : (Robert Warwick)
- 1948 : Ciel rouge : (Tom Tully)
- 1948 : La Chartreuse de Parme : (Aldo Silvani)
- 1949 : La Fille du désert : (Harry Woods)
- 1949 : L'Atlantide : (Pierre Watkin)
- 1950 : Le Père de la mariée : (Moroni Olsen)
- 1950 : Terre damnée : (Ian Wolfe)
- 1950 : Dallas, ville frontière : (Reed Hadley)
- 1951 : Pour l'amour du ciel : (Frank Colson)
- 1951 : Un si doux visage : (Griff Barnett)
- 1951 : Duel sous la mer : (Moroni Olsen)
- 1951 : Le Jour où la Terre s'arrêta : (H.V. Kaltenborn)
- 1951 : Le Gouffre aux chimères : (Lewis Martin)
- 1951 : La Flibustiere des Antilles : (Holmes Herbert)
- 1951 : Histoire de détective : (James Maloney)
- 1952 : Scaramouche : (Douglass Dumbrille)
- 1952 : Au pays de la peur : (Holmes Herbert)
- 1952 : Le train sifflera trois fois : (Lon Chaney)
- 1952 : Le Fils d'Ali Baba : (Morris Ankrum)
- 1952 : L'Affaire Cicéron : (John Wengraf)
- 1952 : Bas les masques : (Paul Stewart)
- 1953 : Traqué dans Chicago : (Edward Arnold)
- 1953 : Le Vagabond des mers : (Felix Aylmer)
- 1953 : La Perle noire : (Lewis Stone)
- 1954 : L'Homme au million : lord Hurlingham (Percy Marmont)
- 1954 : Le Secret des Incas : M. Winston (Grandon Rhodes)
- 1955 : Condamné au silence : (Herbert Heyes)
- 1955 : Dix hommes à abattre : (Minor Watson)
- 1955 : Mam'zelle Cri-Cri : (Paul Hörbiger)
- 1955 : Valse royale : Ludwig Tomasoni (Joe Stöckel)
- 1956 : Le Fils d'Ali Baba : (Morris Ankrum)
- 1956 : Roland, prince vaillant : l'évêque Turpin (Giampaolo Rosmino)
- 1956 : Les Dix Commandements : (Douglas Dumbrille)
- 1956 : Diane de Poitiers : (Basil Ruysdael)
- 1956 : Trapèze : (Minor Watson)
- 1957 : Frankenstein s'est échappé : (Paul Hardtmuth)
- 1957 : L'aigle vole au soleil : (Henry O'Neill)
- 1957 : L'Esclave libre
- 1957 : Le Scandale Costello : (Launce Maraschal)
- 1958 : Désir sous les ormes : (Burl Ives)
- 1958 : Les Racines du ciel : (Paul Lukas)
- 1958 : L'Épée et la Croix : (Nando Tamberlani)
- 1959 : Hercule et la Reine de Lydie : (Cesare Fantoni)
- 1959 : Le Chien des Baskerville : (Andre Morell)
- 1960 : Le Colosse de Rhodes : (Carlo Tamberlani)
- 1960 : Elmer Gantry le charlatan : (Dean Jagger)
- 1960 : La Diablesse en collant rose : (Warren Wade)
- 1960 : Les Bacchantes : (Akim Tamiroff)
- 1960 : La Chute d'un caïd : (Jesse White)
- 1960 : Le Cid : (Michael Hordern)
- 1960 : La Terreur du masque rouge : (Oscar Andriani)
- 1960 : Exodus : (Ralph Richardson)
- 1960 : Les Combattants de la nuit : (Hilton Edwards)
- 1961 : Sodome et Gomorrhe : (Feodor Chaliapine)
- 1961 : Les Frères corses : (Nerio Bernardi)
- 1962 : Lawrence d'Arabie
- 1962 : Le Mercenaire : (Tullio Carminati)
- 1962 : Taras Bulba : Un prêtre
- 1963 : Main basse sur la ville : (Vincenzo Metafora)
- 1964 : La Septième Aube : (Hugh Robinson)
- 1966 : Le Bon, la Brute et le Truand : Un moine
- 1966 : Hawaï : Kelolo (Ted Nobriga)

#### Longs-métrages d'animation
- 1959 : La Belle au bois dormant : le Roi Stéphane
- 1961 : Les 101 Dalmatiens : le Colonel

### Télévision

#### Séries télévisées
- 1957 : Zorro : Don Alejandro de la Vega (George J. Lewis)